# アイランド (2005年の映画)
『アイランド』（原題: The Island）は2005年のアメリカ映画である。マイケル・ベイ監督のSFアクション。ワーナー・ブラザースとドリームワークスの共同制作。

## ストーリー
2019年。地球の大気は汚染され、生き残った人々は、徹底管理のゆき届いたハイテクなコロニーで暮らしていた。ここに暮らす全ての住人の夢は、唯一汚染を免れた自然豊かな美しい島「アイランド」に移住すること。しかし、誰でもアイランドへ行けるわけではなく、コロニーでは毎日抽選が行われ、運よく当選した人物だけがアイランド行きを許されるのだった。
主人公リンカーンもコロニーに暮らす1人であり、そして今日もまた抽選に外れては肩を落としていた。コロニーでの暮らしは安全且つ快適だが、下界は汚染されているため外には出られず、唯一の楽しみは施設内の女性棟に住むジョーダンと時折会話を交わすことだけ。リンカーンは、コロニーでのそんな生活に退屈し始めていた。ある日リンカーンは、たまたま換気口から侵入して来た蛾を発見し、外の空気は汚染されているはずではなかったかという疑問を抱く。そして、部屋を抜けだしてこっそりコロニーを探索した彼は、恐るべきものを目撃してしまう。それは、数日前に当選して「アイランド」へ行ったはずの男が臓器を摘出され、また代理出産に選ばれた女性が出産後に薬殺されてしまう姿だった。リンカーンは危険を察知し、「アイランド」行きに選ばれたばかりのジョーダンを連れて施設から脱走する。
地上に出た彼らが目にしたのは、汚染とは程遠い澄み切った青空と広がる大地だった。2人は、コロニーで友人になった技術者のマッコードを捜し出し、施設が隠している秘密を話すよう迫る。そして、自分たちが保険会社のクライアントに臓器や代理母を提供するためのクローンでしかないこと、彼らの幼い時の記憶でさえもプログラムで捏造されたものなのだということを知らされる。その後、マッコードの協力も得て、初めての下界に戸惑いつつも、手に手を取って逃亡を図るリンカーンとジョーダン。しかしコロニーの機密を知ってしまった彼らには、既に追手が掛かっており、容赦なく2人を排除しようとしていた。

## キャスト
※括弧内は日本語吹替
- リンカーン・6・エコー / トム・リンカーン - ユアン・マクレガー（平田広明）

コロニーに住む男。ジョーダンと仲が良い。ある出来事を機にコロニーを疑うようになる。実はクローン。オリジナルのリンカーンは大金持ちの女好きだが肝硬変を患っている。
- ジョーダン・2・デルタ / サラ・ジョーダン - スカーレット・ヨハンソン（甲斐田裕子）

コロニーに住む女性。アイランド行きが決まったことで脱走を試みる。オリジナルはメディアの有名人だが交通事故に逢い、重体となる。
- アルバート・ローラン - ジャイモン・フンスー（楠大典）

警備部隊のトップ。リンカーンたちを追うが最終的には助ける側になる。
- バーナード・メリック医師 - ショーン・ビーン（大塚芳忠）

クローンの開発者。
- ジェームス・"マック"・マッコード - スティーヴ・ブシェミ（梅津秀行）

バイオテック社の社員。クローンの実態を知っているが性格は良心的。
- スタークウェザー・2・デルタ / ジャマル・スタークウェザー - マイケル・クラーク・ダンカン（楠見尚己）

コロニーにいた黒人男性。アイランド行きが決まり、殺害される。
- ジョーンズ・3・エコー - イーサン・フィリップス（長島雄一）

コロニーの住人。
- ガンドゥ・3・エコー - ブライアン・ステパニック（仲野裕）

リンカーンの友人。
- ローランのチームメンバー - ゲイリー・ニケンズ
- 救急運搬人 - グレン・モーシャワー

## Blu-ray・DVD・UMD
ワーナー・ホーム・ビデオよりBlu-ray Disc/DVD/UMDの3フォーマットでリリース。
- Blu-ray Disc
  - アイランド（2008年6月11日発売）

- DVD
  - アイランド （2005年11月25日発売）
  - アイランド 特別版（2006年7月14日発売）

- UMD
  - アイランド（2005年11月25日発売）